# 伊拉克庫爾德斯坦—瑞典關係
伊拉克庫爾德斯坦與瑞典關係，是指伊拉克庫爾德斯坦與瑞典王國的雙邊關係。两国无正式外交关系。但在对方首都互设具有大使馆性质的外交代表机构。

## 歷史
2012年，雙方的貿易額達到1.54億美元，且有56家在瑞典註冊的公司在庫爾德斯坦地區註冊。
2013年，庫爾德斯坦地區對外關係局官員前往瑞典進行訪問，並會見了瑞典政府官員和議會成員並出席相關論壇。雙方討論伊拉克的政治僵局和敘利亞的區域影響，以及庫爾德人與瑞典之間的區域動態和歷史聯繫，又探討如何進一步促進對庫爾德歷史和庫爾德人遭受的種族滅絕的認識。瑞典在伊拉克內戰中接收了大批來自庫爾德斯坦的難民，並且形成了一個積極參與政治活動的庫爾德僑民社區，截至2013年，瑞典議會裡有六名庫爾德族議員。瑞典議員弗雷德里克·馬爾姆表示：「我們是庫爾德人民的朋友，我們密切關注事態發展。」又表示他支持庫爾德人民的自決。
瑞典外長瑪戈特·瓦爾斯特倫於2015年1月會見庫爾德外長法拉·穆斯塔法，雙方就對庫爾德斯坦地區因戰亂而流離失所的人提供人道主義援助的事宜作出討論。
同年11月，瓦爾斯特倫和瑞典國防部長彼得·胡爾特奎斯前往埃爾比勒，並承諾支持庫爾德部隊對抗伊斯蘭國。有70名瑞典士兵被派往埃爾比勒，以對當地士兵進行城鎮戰、醫療和防範化學武器的訓練。2016年10月，瑞典首相斯蒂凡·洛夫文訪問埃爾比勒，並且會見了伊拉克庫爾德斯坦總統馬蘇德·巴爾扎尼，總理內奇爾萬·巴爾扎尼和駐紮在當地的瑞典士兵。
2017年9月初，在伊朗出生的庫爾德族瑞典議員Shadiya Heidari就9月25日的伊拉克庫德斯坦獨立公投表示，在獨立過程中，最積極和重要的一點是庫爾德斯坦的人民可以決定他們自己的命運，她認為，在大庫爾德斯坦任何一個地區的獨立，都會啟發其他地區的庫爾德人。她不認同公投時機不恰當的說法，她認為了解公眾意見或進行公民投票在任何時候都是合適的。她亦提及在2015年有一份關於庫爾德斯坦獨立公投的提案提交給瑞典議會。